# Bulbophyllum retusiusculum
Bulbophyllum retusiusculum là một loài phong lan thuộc chi Bulbophyllum.